# Mixophyes iteratus
Mixophyes iteratus és una espècie de granota que viu a Austràlia.